# Паскандская
Паскандская — деревня в Шенкурском районе Архангельской области. Входит в состав муниципального образования «Верхоледское».

## География
Деревня расположена в южной части Архангельской области, в таёжной зоне, в пределах северной части Русской равнины, в 103 километрах на северо-запад от города Шенкурска, на левом берегу реки Ледь, притока Ваги.
Часовой пояс
Паскандская, как и вся Архангельская область, находится в часовой зоне МСК (московское время). Смещение применяемого времени относительно UTC составляет +3:00.

## Население
| 2002 | 2010 | 2012 |
| ---- | ---- | ---- |
| 28   | ↘12  | ↗13  |

## История
Указана в «Списке населённых мест по сведениям 1859 года» в составе 1-го стана Шенкурского уезда Архангельской губернии под номером «2195» как «Поскакская (Поскинская)». Насчитывала 12 дворов, 33 жителя мужского пола и 33 женского.
В «Списке населённых мест Архангельской губернии к 1905 году» деревня Паскандская насчитывает 20 дворов, 73 мужчины и 69 женщин. В административном отношении деревня входила в состав Верхоледского сельского общества Великониколаевской волости.
В 1911 году деревня оказалась в составе новой Котажско-Верхоледской волости, которая выделилась из Великониколаевской. На 1 мая 1922 года в поселении 35 дворов, 71 мужчина и 75 женщин.